# Булат Ишемгул
Булат Ишемгул (псевдоним, настоящее имя — Габдрахман Закирович Габдрахманов, баш. Ғабдрахман Зәкир улы Ғабдрахманов; 1900—1938) — башкирский советский писатель, поэт и переводчик. Участник гражданской войны.

## Биография
Габдрахманов Габдрахман Закирович (Ишемгул Булат, псевдоним) родился 16 февраля 1900 года в д. Ново-Себенле Орского уезда Оренбургской губернии (ныне Зианчуринского района Башкортостана).
Учился в деревском медресе. С 1916 году учился на подготовительных курсах при медресе «Галия». До Великой Октябрьской Социалистической революции работал учителем.
Воевал на фронтах гражданской войны в 1918—1919 годах на стороне красных.
Место работы: c 1919 года — начальник политотдела военного комиссариата Юрматынского и Кыпсак-Джетировского кантонов, с 1921 года — заведующий политпросветотдела Башкирского обкома ВЛКСМ в Стерлитамаке и Уфе, с 1924 года — инструктор, зав. сектором печати Башкирского обкома РКП(б), с 1925 по 1929 годы — директор Башкирского книжного издательства.
Является одним из организаторов молодежной газеты «Йэш юксыл» (ныне «Йэшлек»).
В 30-е годы — заместитель председателя правления Союза писателей Башкирской АССР, редактор журналов «Октябрь» (ныне «Агидель»), «Дэхри» («Атеист»).
Репрессирован как «башкирский националист». 11 января 1938 года был арестован. Обвинен по ст. 58-10, 58-11 УК РСФСР и приговорен к расстрелу. Приговор приведен в исполнение 10 июля 1938 года. Реабилитирован в 1956 году.
У Булата Ишемгула было 3 дочери: Аврора, Карина, Клара. Клара Булатовна живёт во Франции.

## Творческая деятельность
Писать начал в 1916 году. Первые стихи опубликовал в журнале «Кармак» («Удочка»), «Шура» («Совет»). Написал много стихов пропагандистского характера.
Автор сборников стихотворений «Пионерские песни» («Пионер йырҙары», 1925), «Комсомольские песни» («Комсомол йырҙары», 1926), «Родина» («Ватан», 1937), рассказов «Кровь» («Ҡан», 1928), «Орел» («Ҡара ҡош», 1935). Писал антирелигиозные памфлеты, фельетоны, рассказы и пародии, такие как «Письмо муллы Сабира с того света» (1935), «Безбожный смех» (1930).